# Charles Stuart Freeman Burnett
Charles Stuart Freeman Burnett (* 26. September 1951) ist ein britischer Arabist.

## Leben
Er studierte für den BA in Klassischer Altertumswissenschaft an der Universität Cambridge (Mai 1972) und promovierte im Juni 1976 in modernen und mittelalterlichen Sprachen an derselben Universität. Er war von 1976 bis 1976 Junior Research Fellow am St John’s College in Cambridge und war wissenschaftlicher Mitarbeiter am Warburg Institute, 1979–1982, war Leverhulme-Wissenschaftlicher Mitarbeiter am Department of History der Universität Sheffield (1982–1984 und 1985), unterbrochen von einem Jahr als Mitglied des Institute for Advanced Study, (1984–1985). Im April 1985 wurde er zum Dozenten für Geschichte islamischer Einflüsse in Europa am Warburg Institute der Universität London ernannt und 1999 zum Professor befördert. Seit 1998 ist er Mitglied (Fellow) der British Academy.
Seine Forschungsinteressen sind Übertragung von Texten, Techniken und Artefakten aus der arabischen Welt in den Westen, insbesondere im Mittelalter, Jesuiten in Japan, Paläographie und Geschichte der Ziffern und der Arithmetik.

## Schriften (Auswahl)
- The introduction of Arabic learning into England. London 1997, ISBN 0-7123-4545-0.
- als Herausgeber mit Gerrit Bos: Scientific weather forecasting in the Middle Ages. The writings of Al-Kindī. Studies, editions, and translations of the Arabic, Hebrew and Latin texts. London 2000, ISBN 0-7103-0576-1.
- Arabic into Latin in the Middle Ages. The translators and their intellectual and social context. Farnham 2009, ISBN 0-7546-5943-7.
- Numerals and arithmetic in the Middle Ages. Farnham 2010, ISBN 1-4094-0368-8.